# DAF 77

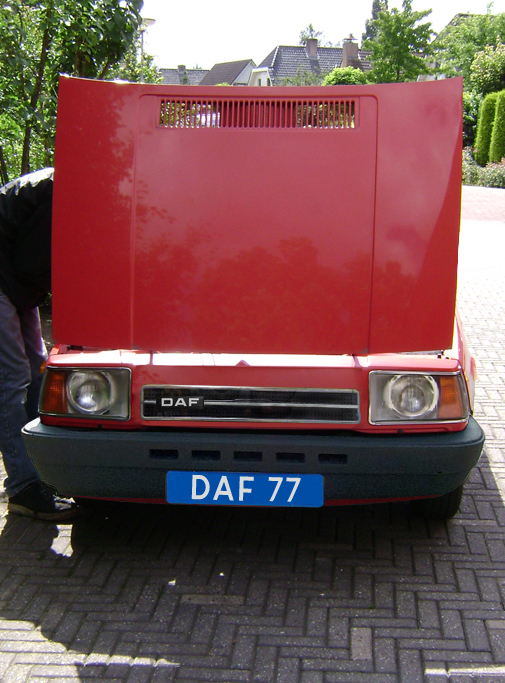
En DAF 77.

DAF 77, ej serietillverkad personbil utvecklad av DAF i början på 1970-talet.
1972 började DAF att skissa på en modernare efterträdare till DAF 55/66, samma år förvärvades en liten andel av företaget av Volvo personvagnar, som gjorde såväl tekniska och utseendemässiga insatser i projektet.
1975 förvärvades ytterligare en del i företaget av Volvo personvagnar, och bytte namn till Volvo Car BV. Vid detta tillfälle tog Volvo över utvecklingen helt och lanserade modellen som Volvo 343 i September 1976.